# West Ham United FC
A West Ham United Football Club angol futballcsapat London keleti részén, a West Ham nevű területen alakult meg. 1904-től az Upton Parkban található 35 016 férőhelyes Boleyn Groundon játszották hazai meccseiket a 2015–2016-os szezonig, a 2016–2017-es szezontól a London Stadionba költöztek.

## Klubtörténet
A klubot 1895-ben egy helyi futballbíró, Dave Taylor és a Thames Ironworks hajógyár tulajdonosa, Arnold Hills alapította. Az újonnan létrejött csapatról 1895 júniusában jelentek meg először hírek a Thames Ironworks Gazette-ben.
Az első években még amatőrként működtek és a legtöbb játékos a hajógyár dolgozói közül került ki, például Thomas Freeman (tűzoltó), Walter Parks (ügyintéző), Johnny Stewart, Walter Tranter, James Lindsay (kazánkészítők), William Chapman, George Sage, William Chamberlain és Charlie Dove.
Az ekkoriban még Thames Ironworks FC néven működő csapat 1895-ben megnyerte a West Ham Charity Kupa első kiírását, 1897-ben pedig bajnokok lettek a London League-ben. 1898-ban profivá váltak és beléptek a Southern League másodosztályába. Első próbálkozásra feljutottak az élvonalba, ahol hátulról a másodikok lettek, de aztán stabil, szívós csapattá váltak. Ekkoriban a Fulham is a Southern League tagja volt.
A klub meze eredetileg sötétkék volt, amit Arnold Hills vezette be és "oxfordi kék"-nek hívta. 1897-től 1899-ig égszínkék mezük volt fehér sorttal. Ezután kerültek használatba a vörösbor színű, égszínkék ujjú szerelések, melynek az ötletét az Aston Villától vették.
Anyagi nehézségek miatt a Thames Ironworks FC 1900 júniusában bezárta kapuit, majd 1900. július 5-én újjáalakult West Ham United FC néven. A csapat becenevében (Kalapácsosok) még mindig él a régi, munkásokból álló gárda emléke. Az újjászületés után egy ideig továbbra is a Memorial Groundon játszottak, de aztán az Upton Park közelébe költöztek. 1901-től kezdve nem volt saját pályájuk, ezért helyi csapatoktól béreltek játékteret. 1904-ben költöztek be a Boleyn Groundba.
A stadionavatót éppen legnagyobb riválisuk, a Millwall ellen játszották. A WHU 3–0-s győzelmet aratott a körülbelül 10 000 fős nézősereg előtt.
1919-ben léptek be a Labdarúgó Liga másodosztályába, 1923-ban aztán feljutottak az élvonalba. Ebben az évben az FA Kupa-fináléba is bekerültek, de győzniük nem sikerült. Váltakozó sikerrel szerepeltek a Division One-ban, de 10 évig sikerült bent maradniuk. 1927-ben pedig ismét jó kupaszereplést tudhattak magukénak, az elődöntőig jutottak.
1932-ben a West Ham kiesett a másodosztályba, így a vezetőség elküldte a kispadról Sydney King-et, aki 32 évig volt menedzser. Helyére az asszisztense, Charlia Paynter lépett, aki különböző szerepekben 1897 óta segítette a klubot. 1950-ig maradt a Kalapácsosok alkalmazásában.

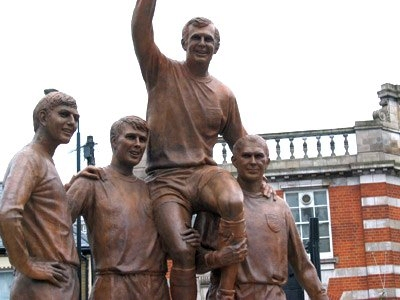
A Bajnokok szobra

A United a következő 30 év legnagyobb részét a második vonalban töltötte, Paynter távozása után Ted Fenton lett a vezetőedző. 1958-ban Fenton ismét feljuttatta csapatát az élvonalba. Ekkor sokat javult a csapat játéka és egyre több jövőbeli sztár jelent meg a keretben.
1961-ben Fenton távozott és Ron Greenwood került a helyére, aki hamar két nagy trófeát nyert a klubbal. 1964-ben az FA-kupa, 1965-ben pedig a KEK-serleg került a vitrinjükbe. Az 1966-os VB-n a világbajnok angol válogatottban Bobby Moore, Martin Peters és Geoff Hurst képviselte a WHU-t. Utóbbi az egyetlen olyan játékos, aki mesterhármast tudott szerezni VB-döntőn. Az 1974/75-os szezon rosszul indult a csapat számára, így Greenwood lemondott és pénzügyi igazgató lett. A vezetőség többi tagjának értesítése nélkül John Lyallt nevezte ki menedzserré. Az eredmény siker lett, hiszen Lyall első négy meccsén 20 gólt szerzett a gárda. 1975-ben ismét elhódították az FA-kupát.
1976-ban ismét eljutottak a KEK döntőjébe, de ott 4-2-re kikaptak az Anderlechttől. Ezt követően Greenwood távozott a pénzügyi igazgatói posztról, hogy átvegye az angol válogatott irányítását Don Revie távozása után.
A West Ham 1978-ban kiesett a Division One-ból, de Lyall 1980-ban így is újabb FA-kupa-sikerig vezette őket. Azóta egy élvonalon kívüli csapatnak sem sikerült megismételnie ezt. 1981-ben visszajutottak a legfelsőbb osztályba, majd 8 év után ismét kiestek, ami Lyall kirúgásához vezetett. Lyal nevéhez fűződik a legjobb bajnoki helyezés, egy harmadik hely, melyet 1986-ban ért el.
Ezután Lou Macari lett az új menedzser, de ő kevesebb, mint egy szezon után távozott, hogy tisztázza a nevét a vádak alól. Azzal gyanúsították, hogy illegális fogadásokat kötött, míg a Swindon Town mestere volt. Utódja Billy Bonds lett, aki első teljes szezonjában (1990–91) visszajuttatta a WHU-t az élvonalba. Ezt követően rögtön kiestek, így nem lehettek ott a Premier League megalakulásánál. A másodosztályban a második helyen végeztek, így visszajutottak a legjobban közé.
Bondsnak sikerült bent tartania csapatát a Premier League-ben, de távoznia kellett, helyére 1994 augusztusában Harry Redknapp került, aki nagyon aktív volt az átigazolási piacon. Sok külföldi játékost igazolt le ingyen, a Bosman-szabály szerint. Az 1998/99-es szezonban ötödikek lettek, ami ekkor nem volt elég ahhoz, hogy automatikusan az UEFA-Kupába kerüljenek. Az Intertotó-kupában viszont elindulhattak és meg is nyerték azt, így mégis részt vehettek Európa második legrangosabb nemzetközi kupasorozatában. A jó eredmények ellenére Redknappnek mennie kellett a 2000/01-es idény végén, mert nem jött ki jól a vezetőkkel. Helyére az ificsapat edzőjét, Glenn Roedert nevezték ki.
Roeder első szezonjában hetedik lett a United, de már ekkor is voltak olyan figyelmeztető jelek, mint egy Blackburn elleni 7-1-es vereség, de az Evertontól és a Chelsea-től is öt-öt gólt kaptak. A 2002/03-as szezonban meglehetősen rossz formában volt a csapat, ez kiesést eredményezett, így 2003 nyarán Roeder távozott. Alan Pardew lett az új menedzser, aki a rájátszás döntőjébe juttatta a Kalapácsosokat, de ott kikaptak a Crystal Palace-tól. Még egy évig tehát a másodosztályban maradtak, de aztán visszajutottak a Premiershipbe.
Feljutásuk után kilencedikek lettek, amire joggal voltak büszkék a szurkolók. A 2005/06-os szezon legnagyobb eseménye mégis az FA-kupa-döntő volt, ahol a Liverpoollal küzdöttek meg és tizenegyesekkel kikaptak. Ennek ellenére bejutottak az UEFA-Kupába, mivel a Vörösök kvalifikálták magukat a BL-be.
A West Ham két nagynevű játékost is igazolt 2006 nyarán Carlos Tevez és Javier Mascherano személyében. Majd egy Eggert Magnússon által vezetett izlandi csoport felvásárolta a klubot. Rosszul indult a szezon, így Pardew-nek mennie kellett, helyére Alan Curbishley érkezett.
A 2006–07-es idény végén sikerült megmenekülniük a kieséstől, mivel utolsó kilenc meccsükből hetet megnyertek. Az utolsó fordulóban még mindig nem volt biztos a bent maradásuk, ekkor Carlos Tevez góljával legyőzték a már bajnok Manchester Unitedet, így elérték céljukat. Teveznek hatalmas szerepe volt a túlélésben, hét góljából öt rendkívül fontos, győzelmet érő találat volt. A szezon után éppen a Vörös Ördögökhöz igazolt.
A 2007–08-as szezon nagy részét a tabella első felében töltötték annak ellenére is, hogy Craig Bellamy és Kieron Dyer szinte végig sérültek voltak. Utolsó meccsükön 2–2-es döntetlent játszottak az Aston Villával, így tizedikek lettek, három ponttal nagy riválisuk, a Tottenham Hotspur előtt.
A csapat a 2022–2023-as szezon végén, 58 év elteltével nyert ismét európai trófeát, az UEFA Konferencia Liga döntőjében diadalmaskodva.

## Címerek
A csapat eredeti címere két egymást keresztező kalapácsból állt, mivel főként ez az eszköz volt használatban a vas- és hajógyárban. A vár az 1903–04-es szezonban került mögéjük egy helyi épületet, a Green Street House-t szimbolizálva. Ezt Boleyn Castle-ként is emlegették Boleyn Anna királyné után, aki VIII. Henrik angol király második felesége volt.
A logót az 1990-es évek végén átalakította egy londoni tervezőiroda, a Springett Associates. Az eredmény egy világosabb vár lett kevesebb kereszt alakú ablakkal és a tornyok tetejéről is eltűntek a csúcsok. A tervezők a kalapács fejét is átalakították.

## Stadion

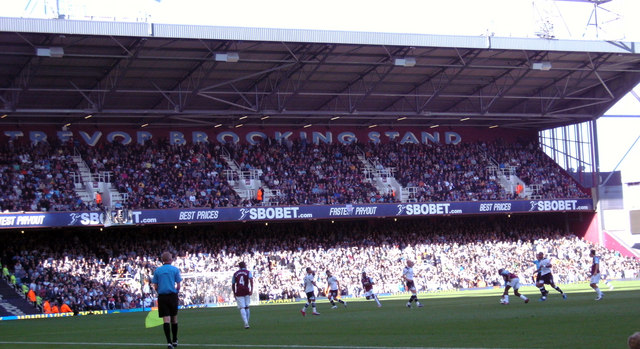
A Boleyn Ground

A West Ham United első otthona a Browning Road volt, melyet 1897 és 1901 között használtak, 1904-2016-ig a 35016 fő befogadására képes Boleyn Ground adott otthont a "Kalapácsosok" hazai mérkőzéseinek, azonban 2016 nyarától a csapat átköltözött a londoni Olimpiai Stadionba, miután a klubtulajdonosok egy 99(!) évre szóló szerződést írtak alá a stadiont üzemeltető céggel.

## Ligatagságok a története során
- 1896–1898: London League
- 1898–1899: Southern League Division Two
- 1899–1915: Southern League Division One
- 1919–1923: Football League Division Two
- 1923–1932: Football League Division One
- 1932–1958: Second Division
- 1958–1978: First Division
- 1978–1981: Second Division
- 1981–1989: First Division
- 1989–1991: Second Division
- 1991–1992: First Division
- 1992–1993: Division One
- 1993–2003: Premier League
- 2003–2004: Championship
- 2004–2005: Championship
- 2005–2011: Premier League
- 2011–2012: Championship
- 2012–    : Premier League

## A Premier League-ben elért eredményei
| Szezon  | Helyezés | Meccsszám | Győzelem | Döntetlen | Vereség | Lőtt gól | Kapott gól | Gólkülönbség | Pontok |
| ------- | -------- | --------- | -------- | --------- | ------- | -------- | ---------- | ------------ | ------ |
| 1993–94 | 13.      | 42        | 13       | 13        | 16      | 47       | 58         | –11          | 52     |
| 1994–95 | 14.      | 42        | 13       | 11        | 18      | 44       | 48         | -4           | 50     |
| 1995–96 | 10.      | 38        | 14       | 9         | 15      | 43       | 52         | -9           | 51     |
| 1996–97 | 14.      | 32        | 10       | 12        | 16      | 39       | 48         | -9           | 42     |
| 1997–98 | 8.       | 38        | 16       | 8         | 14      | 56       | 57         | –1           | 56     |
| 1998–99 | 5.       | 38        | 16       | 9         | 13      | 46       | 53         | -7           | 57     |
| 1999–00 | 9.       | 38        | 15       | 10        | 13      | 52       | 53         | –1           | 55     |
| 2000–01 | 15.      | 38        | 10       | 12        | 16      | 45       | 50         | -5           | 42     |
| 2001–02 | 7.       | 38        | 15       | 8         | 15      | 48       | 57         | –11          | 53     |
| 2002–03 | 18.      | 38        | 10       | 12        | 16      | 42       | 59         | –17          | 42     |
| 2005–06 | 9.       | 38        | 16       | 7         | 15      | 52       | 55         | -3           | 55     |
| 2006–07 | 15.      | 38        | 12       | 5         | 21      | 35       | 59         | –24          | 41     |
| 2007–08 | 10.      | 38        | 13       | 10        | 15      | 42       | 50         | -8           | 49     |
| 2008–09 | 9.       | 38        | 14       | 9         | 15      | 42       | 45         | -3           | 51     |
| 2009–10 | 17.      | 38        | 8        | 11        | 19      | 47       | 66         | –19          | 35     |
| 2010–11 | 20.      | 38        | 7        | 12        | 19      | 43       | 70         | –27          | 33     |
| 2012–13 | 10.      | 38        | 12       | 10        | 16      | 45       | 53         | -8           | 46     |
| 2013–14 | 13.      | 38        | 11       | 7         | 20      | 40       | 51         | –11          | 40     |
| 2014–15 | 12.      | 38        | 12       | 11        | 15      | 44       | 47         | -3           | 47     |
| 2015–16 | 7.       | 38        | 16       | 14        | 8       | 65       | 51         | +14          | 62     |
| 2016–17 | 11.      | 38        | 12       | 9         | 17      | 47       | 64         | –17          | 45     |
| 2017–18 | 13.      | 38        | 10       | 12        | 16      | 48       | 68         | –20          | 42     |
| 2018–19 | 10.      | 38        | 15       | 7         | 16      | 52       | 55         | -3           | 52     |
| 2019–20 | 16.      | 38        | 10       | 9         | 19      | 49       | 62         | –13          | 39     |
| 2020–21 | 6.       | 38        | 19       | 8         | 11      | 62       | 47         | +15          | 65     |
| 2021–22 | 7.       | 38        | 16       | 8         | 14      | 60       | 51         | +9           | 56     |
| 2022–23 | 14.      | 38        | 11       | 7         | 20      | 42       | 55         | –13          | 40     |
| 2023–24 | 9.       | 38        | 14       | 10        | 14      | 60       | 74         | –14          | 52     |

## Játékosok

### Jelenlegi keret
Utolsó módosítás: 2025. május 10.
A vastaggal jelzett játékosok felnőtt válogatottsággal rendelkeznek.
A dőlttel jelzett játékosok kölcsönben szerepelnek a klubnál.
| Mezszám                | Név                     | Nemzetiség                          | Születési hely      | Születési idő (kor)            | Korábbi csapat             | Érték (€)    | Szerződés lejárta |
| Kapusok                | Kapusok                 | Kapusok                             | Kapusok             | Kapusok                        | Kapusok                    | Kapusok      | Kapusok           |
| ---------------------- | ----------------------- | ----------------------------------- | ------------------- | ------------------------------ | -------------------------- | ------------ | ----------------- |
| 1                      | Łukasz Fabiański        | lengyel                             | Kostrzyn nad Odrą   | 1985. április 18. (40 éves)    | Swansea City AFC           | 700 000      | 2025.06.30.       |
| 21                     | Wes Foderingham         | angol                               | London              | 1991. január 14. (34 éves)     | Sheffield United FC        | 900 000      | 2026.06.30        |
| 23                     | Alphonse Aréola         | francia · PHI                       | Párizs              | 1993. február 27. (32 éves)    | Paris Saint-Germain FC     | 10 000 000   | 2027.06.30.       |
| Védők                  |                         |                                     |                     |                                |                            |              |                   |
| 3                      | Aaron Cresswell         | angol                               | Liverpool           | 1989. december 15. (35 éves)   | Ipswich Town FC            | 900 000      | 2025.06.30.       |
| 5                      | Vladimir Coufal         | cseh                                | Ostrava             | 1992. augusztus 22. (32 éves)  | SK Slavia Praha            | 8 000 000    | 2025.06.30        |
| 15                     | Konstantinos Mavropanos | görög                               | Athén               | 1997. december 11. (27 éves)   | VfB Stuttgart              | 20 000 000   | 2028.06.30.       |
| 25                     | Jean-Clair Todibo       | FRA · Francia Guyana                | Cayenne             | 1999. december 30. (25 éves)   | OGC Nice                   | 35 000 000   | 2025.06.30.       |
| 26                     | Maximilian Killan       | angol · UKR                         | London              | 1997. május 23. (27 éves)      | Wolverhampton Wanderers FC | 38 000 000   | 2031.06.30.       |
| 29                     | Aaron Wan-Bissaka       | angol · COD                         | London              | 1997. november 26. (27 éves)   | Manchester United FC       | 20 000 000   | 2031.06.30.       |
| 33                     | Emerson                 | olasz · brazil                      | Santos              | 1994. augusztus 3. (30 éves)   | Chelsea FC                 | 12 000 000   | 2026.06.30.       |
| 42                     | Kaelan Casey            | angol                               | Anglia, ?           | 2004. október 28. (20 éves)    | Wolverhampton Wanderers FC | 1 000 000    | 2027.06.30.       |
| Középpályások          |                         |                                     |                     |                                |                            |              |                   |
| 4                      | Carlos Soler            | spanyol                             | Valencia            | 1997. január 2. (28 éves)      | Paris Saint-Germain FC     | 20 000 000   | 2025.06.30.       |
| 10                     | Lucas Paquetá           | brazil · portugál                   | Paquetá             | 1997. augusztus 27. (27 éves)  | Olympique Lyonnais         | 65 000 000   | 2027.06.30.       |
| 14                     | Mohammed Kudus          | Ghána                               | Accra               | 2000. augusztus 2. (24 éves)   | AFC Ajax                   | 50 000 000   | 2028.06.30.       |
| 17                     | Luis Guilherme          | BRA                                 | Aracaju             | 1997. január 2. (28 éves)      | SE Palmeiras               | 24 000 000   | 2029.06.30.       |
| 19                     | Edson Álvarez           | Mexikó                              | Tlalnepantla de Baz | 1997. október 24. (27 éves)    | AFC Ajax                   | 35 000 000   | 2028.06.30.       |
| 20                     | Jarrod Bowen            | angol                               | Leominster          | 1996. december 20. (28 éves)   | Hull City FC               | 50 000 000   | 2030.06.30.       |
| 24                     | Guido Rodríguez         | ARG · olasz                         | Sáenz Peña          | 1994. április 12. (31 éves)    | Real Betis                 | 20 000 000   | 2027.06.30.       |
| 28                     | Tomáš Souček            | cseh                                | Havlíčkův Brod      | 1995. február 27. (30 éves)    | SK Slavia Praha            | 35 000 000   | 2027.06.30.       |
| 39                     | Andy Irving             | SCO                                 | Edinburgh           | 2000. május 13. (24 éves)      | SK Austria Klagenfurt      | 2 000 000    | 2026.06.30.       |
| 8                      | James Ward-Prowse       | Angol                               | Portsmouth          | 1994. november 1. (30 éves)    | Southampton FC             | 9 100 000    | 2027.06.30.       |
| Támadók                |                         |                                     |                     |                                |                            |              |                   |
| 7                      | Crysencio Summerville   | holland · Suriname                  | Rotterdam           | 2001. október 30. (23 éves)    | Leeds United FC            | 22 000 000   | 2029.06.30.       |
| 9                      | Michail Antonio         | JAM · angol                         | London              | 1990. március 28. (35 éves)    | Nottingham Forest FC       | 4 000 000    | 2025.06.30.       |
| 11                     | Niclas Füllkrug         | GER                                 | Hannover            | 1993. február 9. (32 éves)     | Borussia Dortmund          | 15 000 000   | 2028.06.30        |
| 18                     | Danny Ings              | angol                               | Winchester          | 1992. július 23. (32 éves)     | Aston Villa FC             | 9 000 000    | 2025.06.30.       |
| Kölcsönadott játékosok |                         |                                     |                     |                                |                            |              |                   |
| Név                    | Poszt                   | Nemzetiség                          | Születési hely      | Születési idő (kor)            | Kölcsönben itt             | Érték (€)    | Kölcsön lejárta   |
| Hegyi Krisztián        | kapus                   | magyar                              | Budapest            | 2002. szeptember 24. (22 éves) | Debreceni VSC              | 450 000      | 2025.06.30.       |
| Nayef Aguerd           | védő                    | Marokkó                             | Kenitra             | 1996. március 30. (29 éves)    | Real Sociedad              | 35 000 000   | 2025.06.30.       |
| Michael Forbes         | védő                    | NIR                                 | Ardboe              | 2004. április 29. (21 éves)    | Bristol Rovers FC          | 600 000      | 2025.06.30.       |
| Kurt Zouma             | védő                    | francia · Közép-afrikai Köztársaság | Lyon                | 1994. október 27. (30 éves)    | Al-Orobah                  | 25 000 000   | 2025.06.30.       |
| George Earthy          | középpályás             | angol                               | London              | 2004. szeptember 5. (20 éves)  | Bristol City FC            | 1 000 000    | 2025.06.30.       |
| Mohamadou Kanté        | középpályás             | FRA · MLI                           | Párizs              | 2005. szeptember 20. (19 éves) | Paris FC                   | Nem publikus | 2025.06.30.       |
| Patrick Kelly          | középpályás             | NIR                                 | Portstewart         | 2004. október 2. (20 éves)     | Doncaster Rovers FC        | 200 000      | 2025.06.30.       |
| Maxwel Cornet          | támadó                  | CIV · francia                       | Bregbo              | 1996. szeptember 27. (28 éves) | Genoa CFC                  | 22 000 000   | 2025.06.30.       |
| Callum Marshall        | támadó                  | NIR                                 | Glengormley         | 2004. november 28. (20 éves)   | Huddersfield Town FC       | 2 000 000    | 2025.06.30.       |

## Jelentős játékosok
A 2003-ban megjelent The Official West Ham United Dream Team című könyvben 500 szurkoló szavazata alapján összeállították a modern idők legjobb kezdő tizenegyét. 
| 1  | Anglia      | K  | Phil Parkes     |
| 2  | Skócia      | V  | Ray Stewart     |
| 3  | Anglia      | V  | Julian Dicks    |
| 4  | Anglia      | KP | Billy Bonds     |
| 5  | Anglia      | V  | Alvin Martin    |
| 6  | Anglia      | V  | Bobby Moore     |
| 7  | Anglia      | KP | Martin Peters   |
| 8  | Anglia      | KP | Trevor Brooking |
| 9  | Anglia      | CS | Geoff Hurst     |
| 10 | Olaszország | CS | Paolo di Canio  |
| 11 | Anglia      | KP | Alan Devonshire |

## Edzők
A West Hamnek összesen 19 vezetőedzője volt története során, kevesebb, mint bármely másik jelentősebb angol klubnak. Egész 1989-ig összesen csak hat különböző tréner dolgozott a csapatnál. A klubnak nem volt edzője kontinensről 2008-ig, az egyedüli nem angol a skót Lou Macari volt. Az olasz Gianfranco Zola az első nem szigetországi edzője volt a klubnak. Az izraeli Ávrám Grant volt az első nem európai edzője a klubnak.
| Vezetőedző        | Hivatali idő |
| ----------------- | ------------ |
| Graham Potter     | 2025–        |
| Julen Lopetegui   | 2024–2025    |
| David Moyes       | 2019–2024    |
| Manuel Pellegrini | 2018–2019    |
| David Moyes       | 2017–2018    |
| Slaven Bilić      | 2015–2017    |
| Sam Allardyce     | 2012–2015    |
| Avram Grant       | 2010–2012    |
| Gianfranco Zola   | 2008–2010    |
| Alan Curbishley   | 2006–2008    |
| Alan Pardew       | 2003–2006    |
| Glenn Roeder      | 2001–2003    |
| Harry Redknapp    | 1994–2001    |
| Billy Bonds       | 1990–1994    |
| Lou Macari        | 1989–1990    |
| John Lyall        | 1974–1989    |
| Ron Greenwood     | 1961–1974    |
| Ted Fenton        | 1950–1961    |
| Charlie Paynter   | 1932–1950    |
| Syd King          | 1901–1932    |

## Sikerek

### Angliában
- Angol másodosztályú bajnok: 2

1957–1958, 1980–1981
- Angol másodosztályú rájátszás-bajnok: 2

2005, 2012
- FA–Kupa: 3

1963–1964, 1974–1975, 1979–1980
- Angol szuperkupa

1964 (megosztva)

### Nemzetközi
- Kupagyőztesek Európa-kupája

1964–1965
- UEFA Konferencia Liga

2022–2023
- Intertotó-kupa

1999

## Híres szurkolók
- Andy Murray – brit teniszező
- Barack Obama – az Egyesült Államok elnöke
- Ben Shepherd – amerikai zenész, a Soundgarden basszusgitárosa
- Billy Bragg – brit zenész, dalszövegíró
- Billy Murray – brit színész
- Bruce Dickinson – brit zenész, az Iron Maiden énekese
- Dave Grohl – amerikai zenész, a Nirvana dobosa és a Foo Fighters énekese
- Frank Bruno – brit ökölvívó
- John Cleese – brit humorista, a Monty Python társulat tagja
- Johnny Herbert – brit autóversenyző
- Keith Flint – brit zenész, a The Prodigy énekese
- Keira Knightley – brit színésznő
- Kyle McLachlan – brit színész
- Lennox Lewis – brit ökölvívó
- Macaulay Culkin – amerikai színész
- Martin Brundle – brit autóversenyző
- Martin Samuel – brit újságíró
- Rod Stewart – brit zenész
- Ross Kemp – brit színész
- Russell Brand – brit színész
- Sally Gunnell – brit olimpiai bajnok gátfutónő
- Sebastian Faulks – brit író
- Steve Harris – brit zenész, az Iron Maiden basszusgitárosa
- Terence Stamp – brit színész
- Queen – brit rockegyüttes
- Tony McNulty – brit politikus